# كيري لاسي
كيري لاسي (بالإنجليزية: Kerry Lacy) هو لاعب كرة قاعدة أمريكي، ولد في 7 أغسطس 1972 في تشاتانوغا في الولايات المتحدة.

## وصلات خارجية
- كيري لاسي على موقعبيزبول رفرنس.كوم (الدوري الرئيسي) (الإنجليزية)